# Гатине

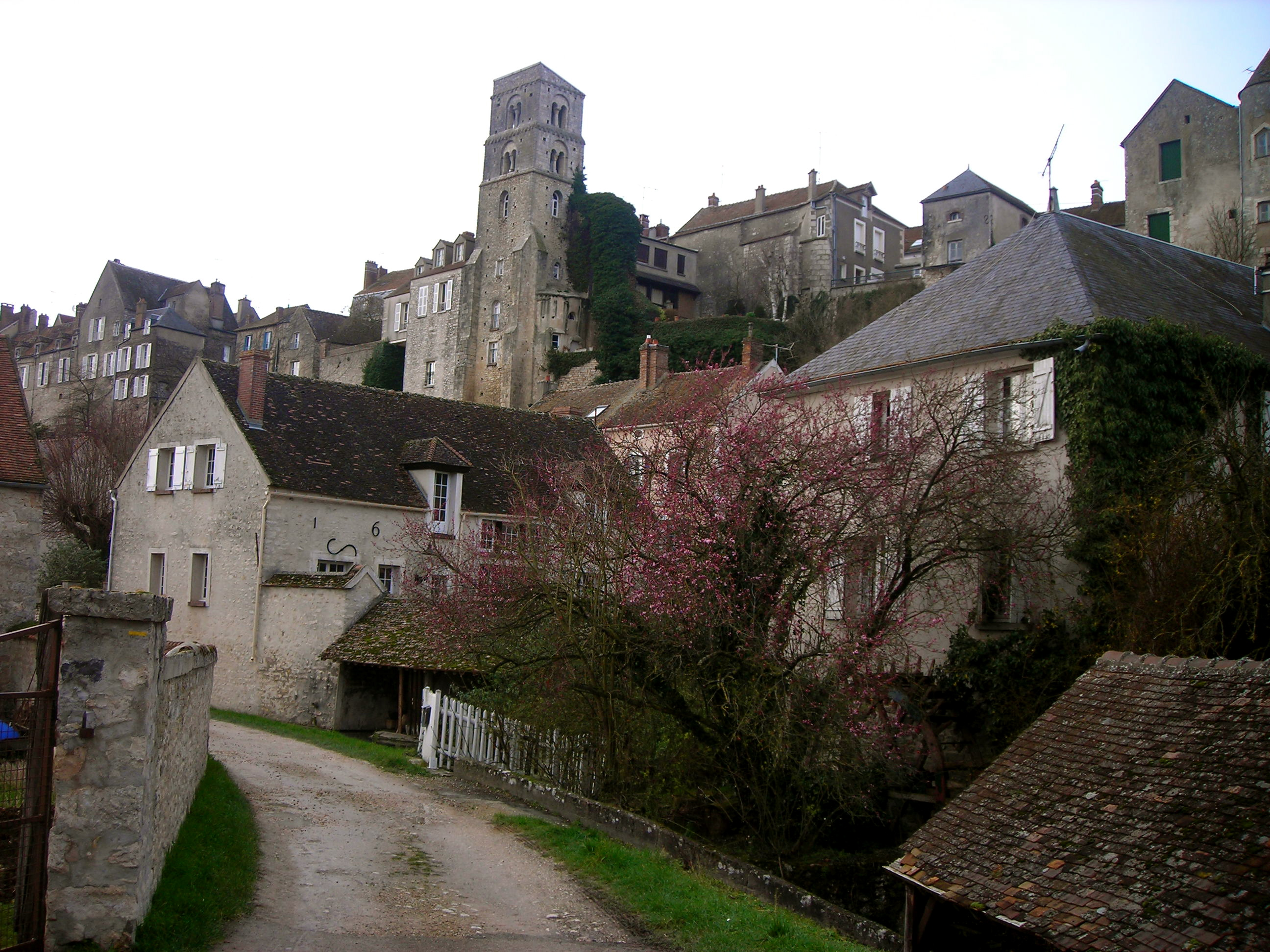
Первая столица графов Гатине — местечко Шато-Ландон

Гатине (Gâtinais, Gâtine) — средневековое графство в долине реки Луан, на водоразделе великих французских рек — Луары и Сены. Резиденцией местных феодалов первоначально служил Шато-Ландон. К Гатине иногда относят и прежние владения архиепископов Санса вокруг Этампа.
В 1068 году представители дома Гатине-Анжу в обмен на политические уступки передали графство в королевский домен. Впоследствии на его территории существовало графство и герцогство Немурское. После объединения Франции область Гатине была разделена между Иль-де-Франсом (Французское Гатине со столицей в Немуре, ныне округ Фонтенбло департамента Сена и Марна) и Орлеане (Орлеанское Гатине со столицей в Монтаржи, ныне округа Монтаржи и Питивье департамента Луаре).